# Bracon alticola
Bracon alticola är en stekelart som beskrevs av Cameron 1886. Bracon alticola ingår i släktet Bracon och familjen bracksteklar. Inga underarter finns listade.